# Хеймбург, Хейно фон
Хейно фон Хеймбург (нем. Heino von Heimburg; 24 октября 1889, Ганновер — октябрь 1945, близ Сталинграда, СССР) — германский военно-морской деятель, герой Первой мировой войны, результативный подводник, вице-адмирал (1 апреля 1942 года).

## Биография

Вице-адмирал Хейно фон Хеймбург

Весной 1907 года кадетом поступил в имперский ВМФ. Прошёл подготовку на учебном корабле «Штейн», окончил военно-морское училище.
Лейтенант с 10 апреля 1911 года. В октябре 1913 года переведен в подводный флот. Участник Первой мировой войны, командир подводных лодок UB-14 (25 марта 1915 — 1 августа 1916 года), UC-22 (1 июля 1916 — 4 октября 1917 года), UB-68 (5 октября 1917 — июль 1918 года) и U-35 (сентябрь — октябрь 1918 года).
11 августа 1917 года был награждён орденом Pour le Mérite.
28 апреля 1918 года произведен в капитан-лейтенанты. За годы Первой мировой войны подводные лодки под командованием Хейно фон Хеймбурга потопили 20 торговых судов общим тоннажем 44 892 брт и 5 военных кораблей. Ещё 8 судов общим тоннажем 49 699 брт были повреждены.
Хейно фон Хеймбур до сегодняшнего дня считается самым результативным мастером подводных дуэлей, потопившим 4 подлодки противника.
После окончания Первой мировой войны оставлен на флоте, в 1919—1920 годах командовал миноносцами, затем — ротой береговой обороны. С 2 октября 1925 года — навигационный офицер на крейсере «Амазоне». С 26 сентября 1927 года — командир 2-го батальона корабельной кадрированной дивизии «Нордзее», с 24 сентября 1928 года — 4-го морского артиллерийского дивизиона. 26 сентября 1930 — 27 марта 1933 года служил первым офицером линейного корабля «Силезия». 29 сентября 1933 года назначен начальником береговых укреплений на Эльбе, в Везермюнде и Куксхафене.
6 октября 1937 года назначен судьёй Имперского военного суда. С 1 января 1940 года возглавлял инспекцию вооружений в Бремене.
1 сентября 1942 года оставил службу.
В мае 1945 года арестован советскими войсками. Умер в лагере для военнопленных близ Сталинграда.

## Награды
- Железный крест (1914) 2-го и 1-го класса (Королевство Пруссия)
- Королевский орден Дома Гогенцоллернов рыцарский крест с мечами (Королевство Пруссия)
- Орден Pour le Mérite (11 августа 1917) (Королевство Пруссия)
- Нагрудный знак подводника (1918) (Германская империя)
- Орден Заслуг герцога Петра-Фридриха-Людвига рыцарский крест 2-го класса с мечами (Великое герцогство Ольденбург)
- Крест Фридриха Августа 1-го класса (Великое герцогство Ольденбург)
- Австрийский орден Леопольда рыцарский крест (Австро-Венгрия)
- Орден Железной короны 3-го класса с воинским отличием (Австро-Венгрия)
- Медаль Имтияз в серебре с саблями (Османская империя)
- Медаль Лиакат в золоте с саблями (Османская империя)
- Орден «За военные заслуги» 5 степени короной (Царство Болгария)